# McLean County, Illinois
McLean County är ett administrativt område i delstaten Illinois, USA, med 169 572 invånare. Den administrativa huvudorten (county seat) är Bloomington.

## Geografi
Enligt United States Census Bureau har countyt en total area på 3 072 km². 3 065 km² av den arean är land och 7 km² är vatten.

### Angränsande countyn
- Woodford County, Illinois - nordväst
- Livingston County, Illinois - nordost
- Ford County, Illinois - öster
- Champaign County, Illinois - sydost
- Piatt County, Illinois - söder
- DeWitt County, Illinois - söder
- Logan County, Illinois - sydväst
- Tazewell County, Illinois - väst

### Orter
- Bloomington (huvudort)
- Chenoa
- El Paso
- Hudson
- Le Roy
- Lexington
- Normal